# روديرو
بلدية روديرو (بالإسبانية: Rodeiro) هي بلدية تقع في مقاطعة بونتيفيدرا التابعة لمنطقة غاليسيا شمال غرب إسبانيا.

## الديموغرافيا
يبلغ عدد سكان بلدية روديرو 3.034 نسمة عام 2011 (وفقاً للمعهد الوطني للإحصاء الإسباني).
| 4.578 | 4.396 | 4.236 | 3.385 | 3.261 | 3.143 | 3.034 |